# Gaisspitze
Die Gaisspitze (auch Geißspitze) ist ein 2779 m ü. A. hoher Berg in der Verwallgruppe in Tirol, Österreich, nördlich von Galtür.

## Lage und Umgebung
Die Gaisspitze ist ein kegelförmiger Berg und befindet sich in der Fluhgruppe, die sich im südlichen Teil der Westlichen Verwallgruppe befindet. Richtung Süden und Westen fällt der Berg ins Paznauntal ab. Der nächsthöhere Berg ist der Glatte Berg (2866 m ü. A.), etwa 1 km nördlich der Gaisspitze. Diese beiden Berge sind durch das 2620 m ü. A. hohe Muttenjoch voneinander getrennt.

## Routen zum Gipfel
Routen führen sowohl von der Heilbronner Hütte als auch von der Friedrichshafener Hütte zunächst zum Muttenjoch. Von dort aus geht man in einer halben Stunde, teils mit Seilsicherung, auf den Gipfel. Für den gesamten Anstieg werden von der Friedrichshafener Hütte aus zwei bis zweieinhalb Stunden und von der Heilbronner Hütte aus zweieinhalb Stunden angegeben.